# Shake the Disease
Singles de Depeche Mode
Blasphemous Rumours / Somebody
(1984) It's Called a Heart
(1985)
Pistes de The Singles 81-85
Blasphemous Rumours / Somebody It's Called a Heart
Shake the Disease est le treizième single de Depeche Mode sorti le 29 avril 1985.
Ce single n'apparaît sur aucun album studio. Il est cependant présent sur la compilation The Singles 81-85 sortie cette même année, tout comme It's Called a Heart. La version américaine de The Singles 81-85, nommée Catching Up with Depeche Mode, comprend aussi la face B de Shake the Disease, Flexible.

## Informations
Cette chanson devait à la base paraître sur le nouvel album du groupe (Black Celebration, qui sortira finalement un peu moins d'un an après). Cependant, ce titre était déjà prêt depuis un moment, le groupe décida donc de l'éditer et de sortir par la suite une compilation de tous les singles parus jusqu'alors.
Shake the Disease traite des sentiments amoureux, qu'ils soient éprouvés seul ou à deux, de la difficulté et du désespoir qu'ils peuvent engendrer. Le titre nous amène donc tout doucement dans des terrains plus sombres que connaitra l'album Black Celebration, il fait en somme figure de transition entre les chansons de Some Great Reward et celles du nouvel album ayant une sonorité plus gothique.
Le clip musical est le premier réalisé pour Depeche Mode par Peter Care, et voit une certaine innovation avec la façon de filmer qui donne l'impression que les membres du groupe sont en train de tomber.

## Classements
Ce single a connu un grand succès en Europe continentale, s'y classant même mieux que dans le pays d'origine de DM, l'Angleterre, où il n'a atteint que la 18e place. Ainsi, Shake the Disease a atteint le Top 10 en Allemagne, en Suède, en Suisse, etc. ; ce single s'est également classé dans le Top 10 irlandais et a même atteint la 1e place en Pologne, pays où le groupe bénéficie d'une réelle renommée. En France, Shake the Disease s'est classé à la 13e place, demeurant dans le Top 50 pendant une durée exceptionnelle de plus de 6 mois d'affilée.

## Liste des chansons

### Vinyle 7": Mute / 7Bong8 (UK)
1. Shake the Disease – 4:48
2. Flexible – 3:11

### Vinyle 7": Sire / 7-28835 (US)
1. Shake the Disease [Fade] – 3:59
2. Flexible – 3:11

### Vinyle 12": Mute / 12Bong8 (UK)
1. Shake the Disease [Remixed Extended Version] – 8:43 (mixé par Flood)
2. Flexible [Remixed Extended Version] – 6:15 (mixé par Flood)

### Vinyle 12": Mute / L12Bong8 (UK)
1. Shake the Disease [Edit the Shake] – 7:08
2. Master and Servant [Live] – 5:38
3. Flexible [Pre-Deportation Mix] – 4:40 (remixé par Bert Bevins)
4. Something to Do [Metal Mix]– 7:25 (remixé par Gareth Jones)

- Master and Servant a été enregistré lors du concert donné à Bâle le 30 novembre 1984.

### CD: Mute / CDBong8 (UK)
1. Shake the Disease – 4:48
2. Flexible – 3:11
3. Shake the Disease [Remixed Extended Version] – 8:43
4. Flexible [Remixed Extended Version] – 6:15
5. Shake the Disease [Edit the Shake] – 7:11
6. Something to Do [Metal Mix] – 7:26

- La version britannique du CD single est sortie en 1991 dans le cadre d'une compilations de plusieurs CD singles.

### CD: Intercord / INT 826.829/CDL12Bong8 (Allemagne)
1. Shake the Disease [Edit the Shake] – 7:08
2. Master and Servant [Live] – 5:38
3. Flexible [Pre-Deportation Mix] – 4:40 (remixé par Bert Bevins)
4. Something to Do [Metal Mix] – 7:25 (remixé par Gareth Jones)

### CD: Virgin / 30135 (France)
1. Shake the Disease [Edit the Shake] – 7:08
2. Master and Servant [Live] – 5:38
3. Flexible [Pre-Deportation Mix] – 4:40 (remixé par Bert Bevins)
4. Something to Do [Metal Mix] – 7:25 (remixé par Gareth Jones)
5. Shake the Disease [7" mix] – 4:48

- Les versions allemande et française du single sont sorties en 1985.

Toutes les chansons sont composées par Martin Gore.

## Reprises
- La chanson a été reprise par le groupe français Indigo (groupe vocal) sur leur album Furioso sorti en 1993.
- La chanson a été reprise par le groupe belge Hooverphonic pour l'album hommage For the Masses sorti en 1998.
- La chanson a été reprise par l'artiste suédois Tingsek sur son album World of Its Own sorti en 2006.
- Le titre a été repris par l'artiste colombien Dicken Schrader avec sa fille Milah et son fils Korben jouant avec des ustensiles comme instruments musicaux[6].
- Fin 2017 le titre fut repris par le groupe de death metal technique The Faceless dans leur album In Becoming A Ghost.
- Le titre est repris par Calogero dans sa tournée de concert 2022, en hommage à Andrew Fletcher parti quelques semaines plus tôt